# Daniel Cabral
Daniel Cabral De Oliveira dit Daniel Cabral, né le 14 mai 2002 à Mesquita au Brésil, est un footballeur brésilien qui évolue au poste de milieu défensif à l'Estrela da Amadora.

## Biographie

### Flamengo
Né à Mesquita au Brésil, Daniel Cabral est formé par le CR Flamengo, l'un des clubs les plus importants du pays, où il arrive à l'âge de 7 ans, alors qu'il jouait encore au Futsal. Il signe son premier contrat professionnel à seulement 16 ans, le 6 novembre 2018, le liant avec Flamengo jusqu'en 2021.
Le 20 octobre 2020, il prolonge son contrat jusqu'en 2025 avec Flamengo.

### En équipe nationale
Daniel Cabral est sélectionné avec l'équipe du Brésil des moins de 17 ans pour participer au Championnat des moins de 17 ans de la CONMEBOL 2019 qui est organisé au Pérou de mars à avril. Il joue en tout trois rencontres avec le Brésil. Avec cette même sélection, il est à nouveau retenu quelques mois plus tard, cette fois-ci pour la Coupe du monde des moins de 17 ans qui a lieu au Brésil. Il est titulaire au poste de milieu défensif lors de ce tournoi. Le Brésil atteint la finale de la compétition où il affronte le Mexique. Daniel Cabral est titulaire lors de cette partie qui se solde par la victoire des Brésiliens (1-2). Il fait partie de l'équipe type du tournoi par le site besoccer.com.

## Palmarès
Équipe du Brésil des moins de 17 ans
- coupe du monde des moins de 17 ans
  - Vainqueur en 2019.

## Statistiques
| Saison                | Club                  | Championnat           | Championnat | Championnat | Championnat | Coupe(s) nationale(s) | Coupe(s) nationale(s) | Coupe(s) nationale(s) | Compétition(s) continentale(s) | Compétition(s) continentale(s) | Compétition(s) continentale(s) | Compétition(s) continentale(s) | Ligue régionale | Ligue régionale | Ligue régionale | Total | Total | Total |
| Saison                | Club                  | Division              | M.          | B.          | P.d.        | M.                    | B.                    | P.d.                  | Comp.                          | M.                             | B.                             | P.d.                           | M.              | B.              | P.d.            | M.    | B.    | P.d.  |
| 2020                  | CR Flamengo           | Série A               | -           | -           | -           | 1                     | 0                     | 0                     | CL                             | -                              | -                              | -                              | -               | -               | -               | 1     | 0     | 0     |
| 2021                  | CR Flamengo           | Série A               | -           | -           | -           | 1                     | 0                     | 0                     | CL                             | -                              | -                              | -                              | 2               | 0               | 0               | 3     | 0     | 0     |
| 2022                  | CR Flamengo           | Série A               | 1           | 0           | 0           | 1                     | 0                     | 0                     | CL                             | -                              | -                              | -                              | -               | -               | -               | 2     | 0     | 0     |
| Total sur la carrière | Total sur la carrière | Total sur la carrière | 1           | 0           | 0           | 3                     | 0                     | 0                     | -                              | -                              | -                              | -                              | 2               | 0               | 0               | 6     | 0     | 0     |